# Baarle-Nassau
Baarle-Nassau ( udtale ?) (Brabantsk: Baol) er en kommune og en by i den sydlige provins Noord-Brabant i Nederlandene. Baarle-Nassau og Baarle-Hertog i Belgien udgør tilsammen byen Baarle, hvor de hollandske og belgiske områder ligger mellem hinanden i et kompliceret system af enklaver inden i hinanden.

## Steder i Baarle-Nassau
Baarle-Nassau Grens, Boshoven, Castelré, Driehuizen, Eikelenbosch, Gorpeind, Grænse/Ghill, Heesboom, Heikant, Hoogeind, Huisvennen, Keizershoek, Klein-Bedaf, Liefkenshoek, Loveren, Maaijkant, Nieuwe Strumpt, Nijhoven, Oude Strumpt, Reth, Reuth, Tommel, Ulicoten, Veldbraak og Voske.

## Galleri
- Onze-Lieve-Vrouw van Bijstandkerk
- Rådhuset
- Rådhuset Baarle-Nassau